# Монтайтас
Монтайтас (каз. Монтайтас) — село в Туркестанской области Казахстана. Находится в подчинении городской администрации Арыса. Административный центр Монтайтасского сельского округа. Код КАТО — 511645100.
В селе находится железнодорожная станция — Монтай-таш.

## Население
В 1999 году население села составляло 4249 человек (2152 мужчины и 2097 женщин). По данным переписи 2009 года в селе проживало 3248 человек (1671 мужчина и 1577 женщин).